# Canthigaster supramacula
Canthigaster supramacula är en fiskart som beskrevs av Moura och Castro 2002. Canthigaster supramacula ingår i släktet Canthigaster och familjen blåsfiskar. Inga underarter finns listade.